# 유엔 안전 보장 이사회 결의 제1441호
유엔 안전 보장 이사회 결의 제1441호는 이라크는 무장해제 의무를 이행치 않는 '중대한 위반'을 저질렀으며 사찰을 통한 무장해제를 받아야 한다고 규정한 유엔 안보리의 결의이다.

## 결의안 통과
2002년 9월 12일, 조지 W. 부시 대통령은 유엔 총회 연설에서 이라크에 대해 다음을 비난했다.
- 유엔 안보리 결의 1373을 위반하여, 이라크는 이란, 이스라엘, 서방 국가들을 직접 공격하는 테러리스트 조직들을 지원하고 있다. 아프가니스탄에서 탈출한 알 카에다 테러리스트들이 이라크에 있다고 알려졌다.
- 2001년 유엔 인권위원회는 매우 중대한 인권 침해가 있다고 보고했다.
- 이라크의 대량살상무기(생물학무기, 화학무기, 장거리 미사일)의 생산과 사용은 관련 유엔 안보리 결의들을 위반했다.
- 이라크는 "oil for food" 유엔 프로그램을 통한 석유로 식량 대신 무기를 구매하고 있다.
- 이라크는 대량살상무기 사찰 계획을 악랄하게 방해하고 있다.

## 같이 보기
- 2003년 이라크 침공
- 이란-이라크 전쟁
- 전쟁권

1. ↑  https://news.sbs.co.kr/news/endPage.do?news_id=N0311318747
2. ↑  https://www.joongang.co.kr/article/135774